# Seznam diplomatskih predstavništev San Marina
Seznam veleposlaništev San Marina navaja diplomatska predstavništva Republike San Marino.Ta ima glede na svojo majhno velikost obsežno diplomatsko mrežo. San Marino ohranja uradne odnose z desetimi državami na rezidenčni veleposlaniški ravni. Poleg tega San Marino vzdržuje široko mrežo častnih konzulatov.

## Amerika
- Združene države Amerike
  - New York (veleposlaništvo)[1]

## Azija
- Indonezija
  - Džakarta (veleposlaništvo) [1]
- Japonska
  - Tokio (veleposlaništvo)

## Evropa
- Albania
  - Tirana (veleposlaništvo)
- Avstrija
  - Dunaj (veleposlaništvo) [1]
- Belgija
  - Bruselj (veleposlaništvo)
- Bosna in Hercegovina
  - Sarajevo (veleposlaništvo)
- Francija
  - Pariz (veleposlaništvo)
- Sveti sedež
  - Rim (veleposlaništvo)[note 1]
- Italija
  - Rim (veleposlaništvo)
- Španija
  - Madrid (veleposlaništvo)

## Multilateralne organizacije
- Bruselj (misija pri Evropski uniji)
- Ženeva (Delegacija pri Mednarodnem odboru Rdečega križa in misija pri organih OZN v Ženevi)
- New York (misija pri Združenih narodih)
- Pariz (misija pri Unescu)
- Strasbourg (misija pri Svetu Evrope)